# 锐颖葛氏草
锐颖葛氏草（学名：Garnotia acutigluma），又名三芒耳稃草，为禾本科對穗草屬下的一个种。

## 扩展阅读
- 維基物種上的相關：锐颖葛氏草